# Léon Guillet
Léon Guillet, född 11 juli 1873, död 1946, var en fransk metallurg, känd för sin forskning kring rostfritt stål.
Guillet var en pionjär inom forskningen av flera av de järnlegeringar som skulle komma att bli kända som rostfria stål, han insåg dock inte dessa materials fulla potential (det vill säga de korrosionsbeständiga egenskaperna) och tog därför inte ut några patent på sina upptäckter. Hans studier i ämnet inleddes 1904 då han undersökte järn-kromlegeringar och fortsatte 1906 då han analyserade järn-nickel-kromlegeringar.
Guillet avlade civilingenjörsexamen 1897 vid École centrale des arts et manufactures i Paris och disputerade 1902 på en doktorsavhandling som handlade om aluminiumlegeringar. 1911 utsågs han till professor i metallurgi vid samma lärosäte.
Guillet invaldes 1923 som ledamot av l’Académie des Sciences och blev 1936 korresponderande ledamot av svenska Kungliga Ingenjörsvetenskapsakademien.